# Verga
|  | No s'ha de confondre amb Berga. |

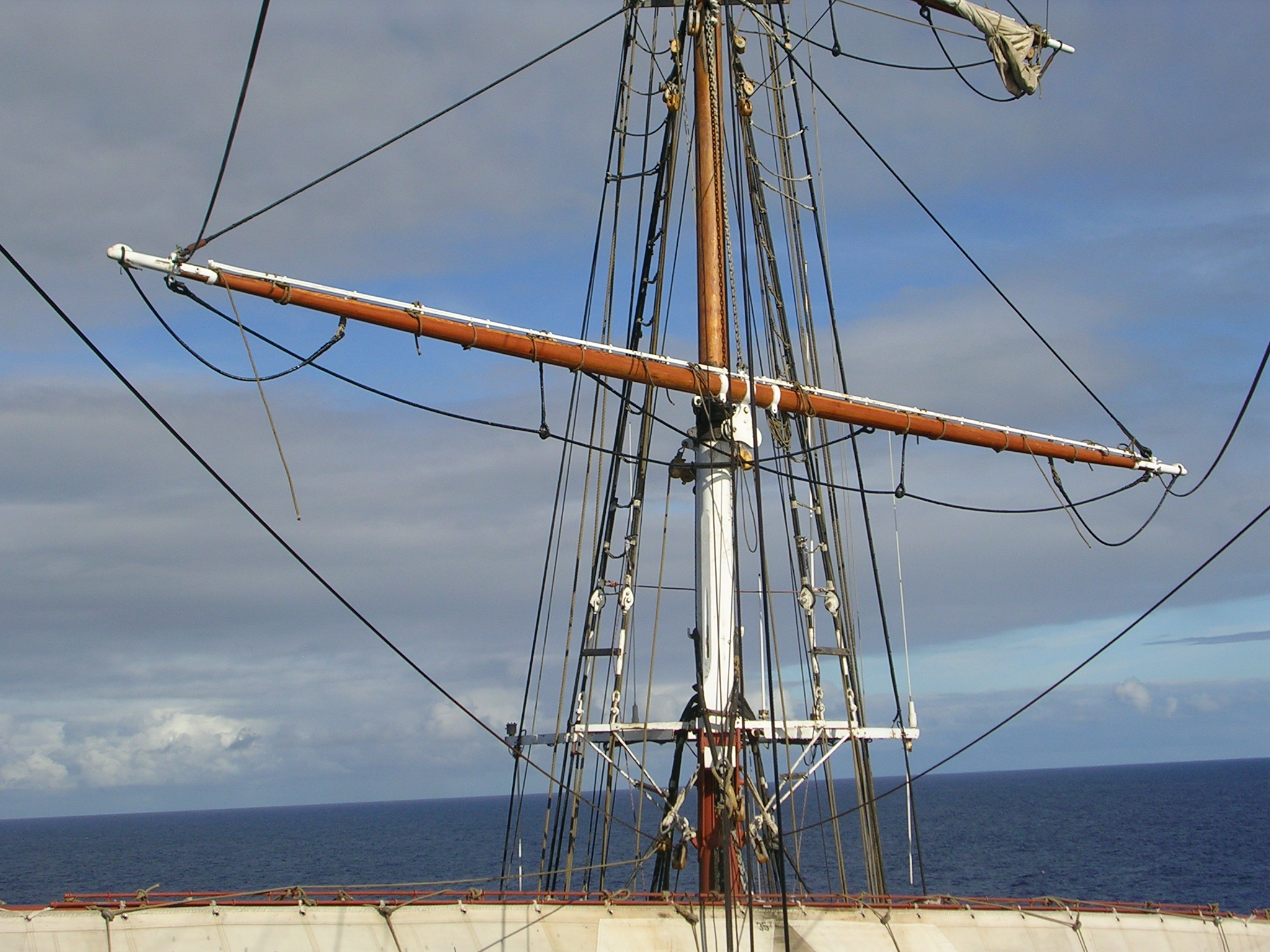
Verga d'un aparell rodó

La verga és un element de fusta o metall utilitzat en un veler. En un sentit més particular les vergues d'un pal són les perxes perpendiculars als pals dels vaixells de vela, precisament a aquestes vergues o perxes s'asseguren els gràtils de les veles. En els vaixells de veles quadrades, cada pal portava diverses vergues o perxes de les que penjaven les "barbes", sempre en llenguatge mariner.

## Tipus

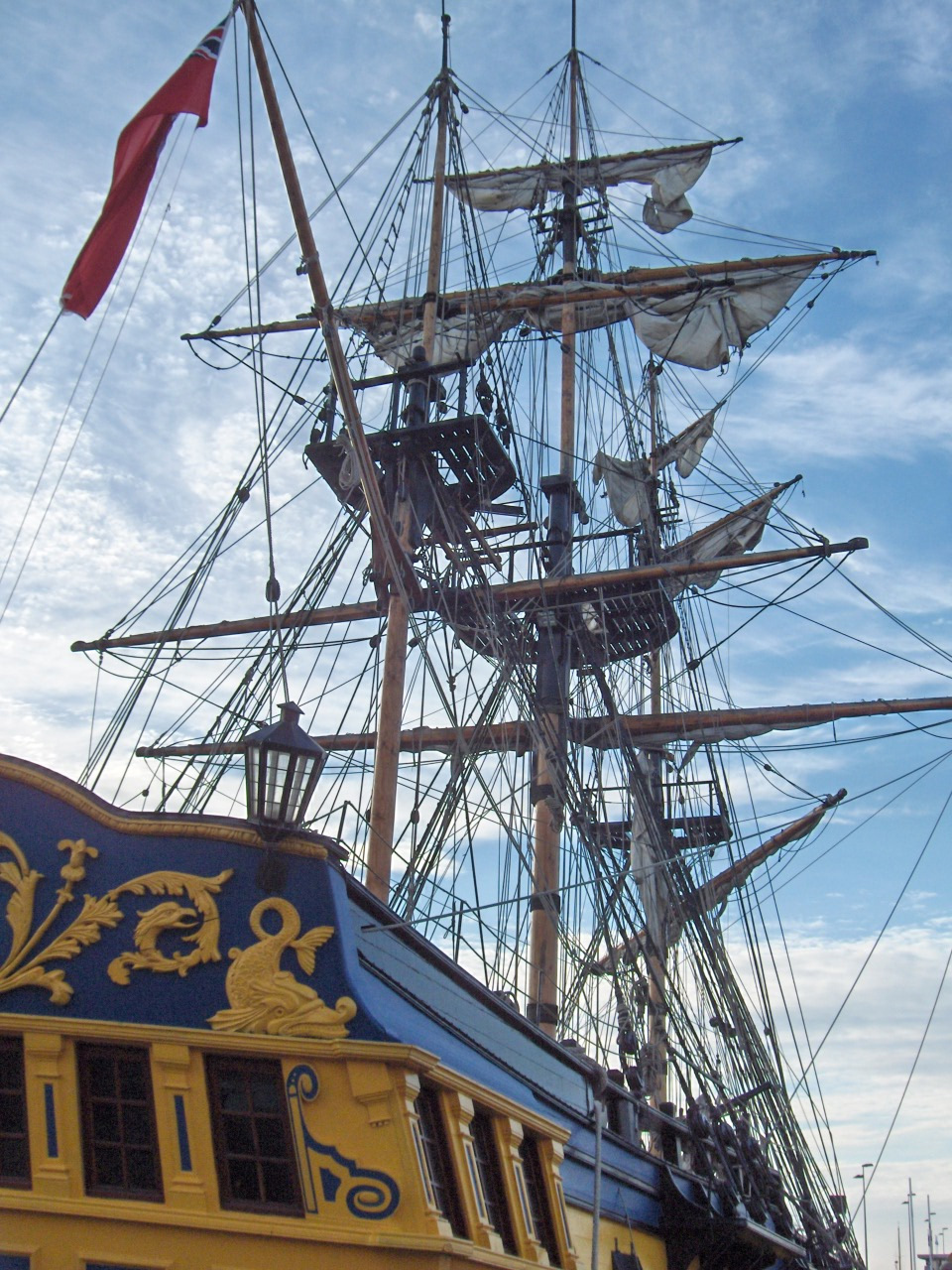
Vergues en el vaixell de veles quadres Grand Turk.

Vergues de tots els tipus s'utilitzaven a l'eixàrcia dels vaixells de vela per a resistir les forces de flexió, compressió i torsió, i per sostenir les veles. Els vaixells de fusta de l'edat d'or de la navegació a vela sovint portaven moltes vergues de recanvi per fer tota mena de reparacions, durant el curs del viatge en el mar. La coberta de vergues d'una fragata es va anomenar així perquè es feia servir per transportar les vergues de recanvi.
La «verga seca» és la més gran del pal de messana mentre que la locució «vergues en alt» és la que descriu a la nau que ja està a punt per navegar. En l'ús modern pot referir-se a un petit pal, encara que històricament en la navegació a vela clàssica, el terme es feia servir més àmpliament per referir-se, en els vaixells de fusta amb gran nombre de vergues, a tota aquesta gran varietat de denominacions: botavara, botaló, tangó, etc.